# Clodia de Pessinumtio sacerdotio
Clodia de Pessinumtio sacerdotio va ser una llei romana establerta a proposta del tribú de la plebs Publi Clodi Pulcre l'any 696 de la fundació de Roma (58 aC) quan eren cònsols Luci Calpurni Pisó Cesoni i Aule Gabini, que retirava al sacerdot Pesinunci (Pesinuntius) el seu càrrec sacerdotal de la gran mare frígia o Cíbele, i donava el sacerdoci a Brogotarus Gallus.